# Xylorhiza
Xylorhiza is een kevergeslacht uit de familie van de boktorren (Cerambycidae). De wetenschappelijke naam van het geslacht werd voor het eerst geldig gepubliceerd in 1835 door Dejean.

## Soorten
Xylorhiza omvat de volgende soorten:
- Xylorhiza adusta (Wiedemann, 1819)
- Xylorhiza dohrnii Lansberge, 1880
- Xylorhiza pilosipennis Breuning, 1943